# RedBoot
RedBoot (является акронимом Red Hat Embedded Debug and Bootstrap firmware) — программа с открытым исходным кодом, которое использует слой аппаратных абстракций операционной системы реального времени eCos, чтобы обеспечить начальную загрузку встроенного программного обеспечения во встраиваемых системах. RedBoot используется в обоих случаях, как при разработке нового продукта, так и при развертывании на местах, таких как системы развлечений на Airbus A380 и Boeing 767 компании Delta Air Lines.
RedBoot позволяет загружать и выполнять встроенные приложения через последовательное соединение или Ethernet, включая встроенные приложения Linux и eCos. Он обеспечивает поддержку отладки в сочетании с GDB для разработки и отладки встроенных приложений. Он также предоставляет интерактивный интерфейс командной строки, позволяющий управлять изображениями из флеш-памяти, скачиванием изображений, конфигурацией RedBoot и т. д., доступными через последовательный порт или Ethernet. Для не обслуживаемого или автоматического запуска загрузочные скрипты могут храниться на флеш-памяти, позволяя, например, загрузку изображений с флеш-памяти, жесткого диска или TFTP-сервера.